# Themar
Themar est une petite ville allemande de l'arrondissement de Hildburghausen, en Thuringe. Bien qu'elle n'en fasse pas partie, Themar est le siège de la communauté d'administration de Feldstein (Verwaltungsgemeinschaft Feldstein).

## Géographie

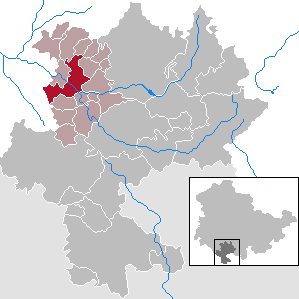
Situation de la ville (en rouge) dans l'arrondissement de Hildburghausen

Themar est située dans le nord-ouest de l'arrondissement, sur le cours supérieur de la Werra, sur la rive droite de la rivière et à sa confluence avec la rivière Weißbach, au sud-ouest de la forêt de Thuringe, à la limite avec l'arrondissement de Schmalkalden-Meiningen et à 14 km au nord-ouest de Hildburghausen, le chef-lieu de l'arrondissement.
La commune est composée de la ville de Themar (2 685habitants) et des deux villages de Wachenbrunn (180 habitants) au sud-ouest et Tachbach (107 habitants) au nord.
| Oberstadt            | Grub        | Eichenberg             |
| Grabfeld Leutersdorf | Themar      | Lengfeld Kloster Veßra |
|                      | Beinerstadt | Grimmelshausen         |

## Histoire

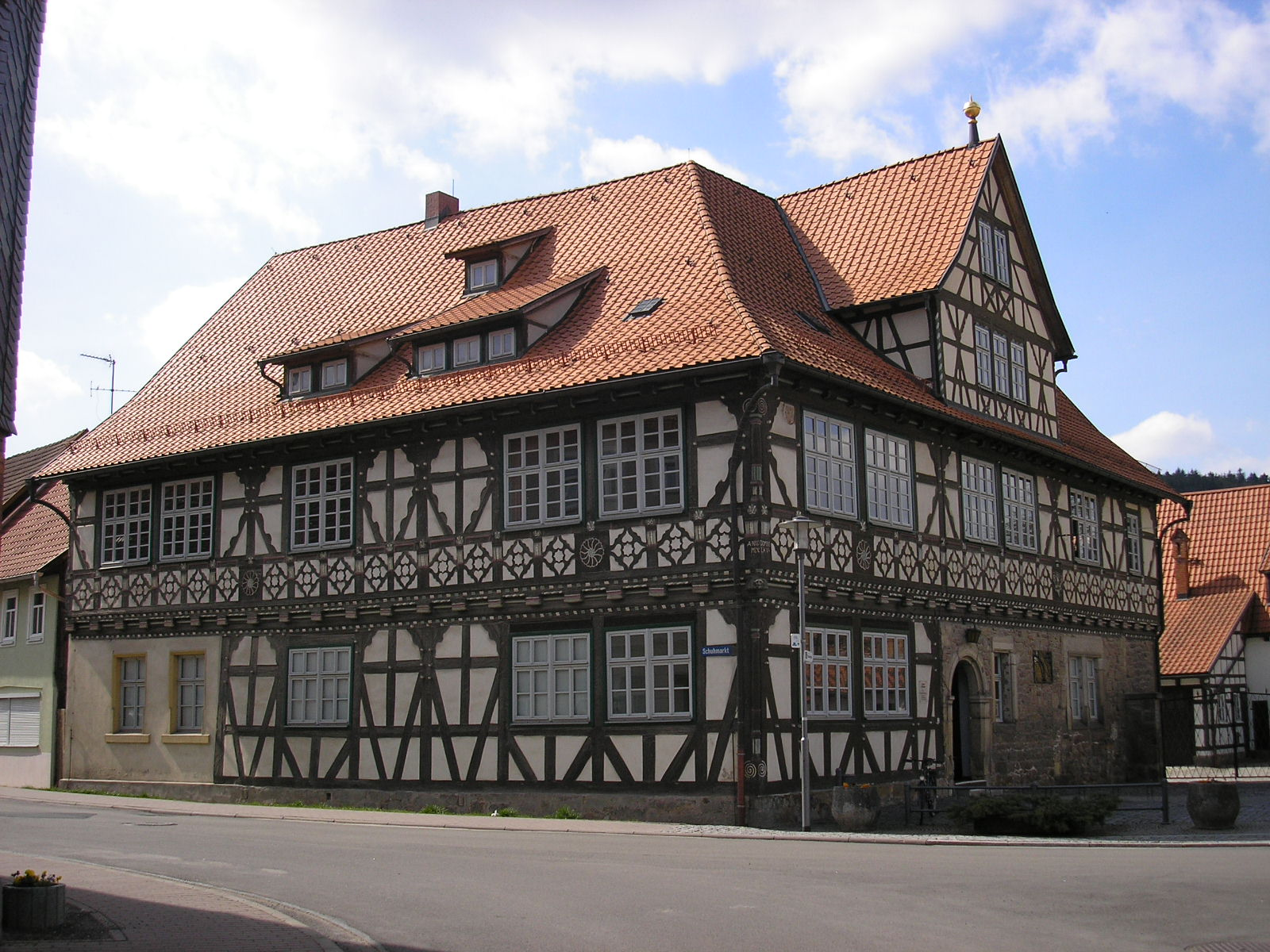
Maison à colombages

La première mention écrite de Themar date de 796 sous le nom de Villa Tagamari dans un document concernant le don de maisons à l'abbaye de Fulda. Tachbach est signalé en 891 et Wachenbrunn en 1220. Thelar reçoit les droits de ville en 1317 et le droit de marché en 1359. Elle est au Moyen Âge un centre actif de la fabrication de draps grâce à l'utilisation des eaux de la Werra. Des remparts sont édifiés en 1457. La Johanneskirche est construite en 1418 et la Bartholomäuskirche en 1488.
Pendant la Guerre de Trente Ans, le 16 octobre 1634, elle est presque entièrement détruite par les soldats croates, mais ses deux églises sont sauvées. Par contre le Rathaus, construit en 1608, est détruit et reconstruit en 1711 (Neu Rathaus). Ayant appartenu aux domaines des comtes de Henneberg pendant le Moyen Âge, elle passe en 1660 dans le giron du duché de Saxe-Altenbourg, puis, en 1672, dans la mouvance du duché de Saxe-Gotha et enfin, en 1680, dans celui de Saxe-Römhild. Lors de l'extinction de cette dernière dynastie en 1710, elle est partagée entre le duché de Saxe-Gotha et le duché de Saxe-Cobourg-Saalfeld avant de rejoindre en 1826 le duché de Saxe-Meiningen.
Durant les XVIIIe et XIXe siècles, de nombreuses activités se développent : moulins, scieries, vannerie, briqueterie, brasserie, fabrication de meubles qui vaudront à Themar le surnom de Möbelstadt Themar.
En 1920, Themar est intégrée dans le nouveau land de Thuringe. depuis le XIXe siècle, la ville abritait une importante communauté juive d'une centaine de personnes qui fut entièrement détruite par les nazis par l'émigration et la déportation. Pendant la Seconde Guerre mondiale, 800 prisonniers de guerre et travailleurs déportés furent employés dans les usines locales.
La ville est occupée en 1945 par les troupes américaines qui cèdent la place en juillet aux Russes. Themar intègre alors la Zone d'occupation soviétique puis en 1949, la République démocratique allemande (RDA) dans l'arrondissement de Hildburghausen.
Après la réunification de 1989, elle rejoint en 1994 le land de Thuringe recréé et l'arrondissement de Hildburghausen.

## Démographie
Comme dans de très nombreuses villes de l'ex-RDA, la population de Themar est en forte baisse. Si on prend en compte la ville dans ses limites actuelles, elle comptait déjà 3 343 en 1910, 3 299 habitants en 1933 et même 3 554 en 1939, population qui n'a plus jamais été dépassée.

## Politique

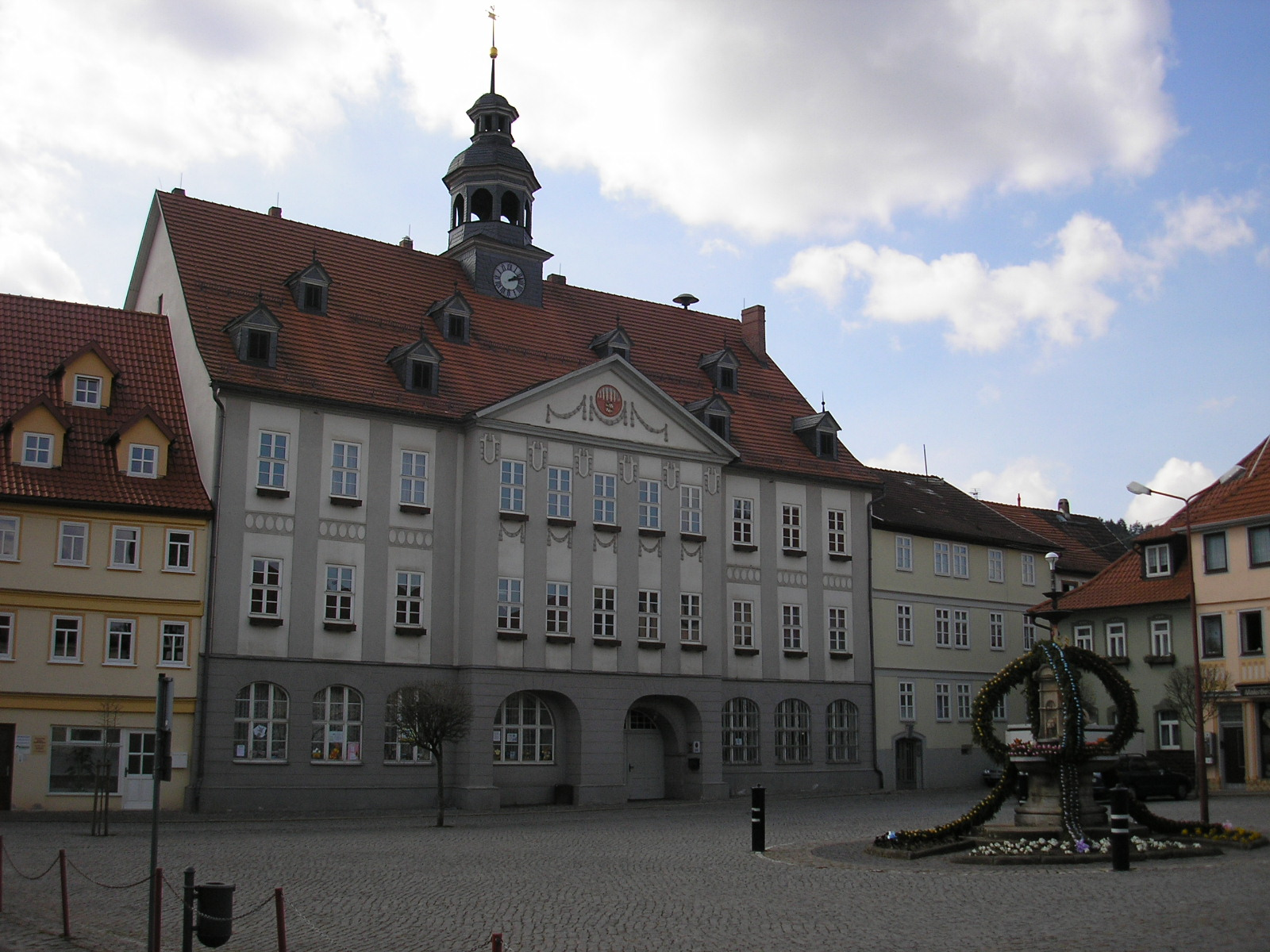
L'hôtel de ville.

Le bourgmestre de Themar élu en 2009 est M. Hubert Böse de la CDU.
Aux élections municipales du 7 juin 2009, les résultats obtenus ont été les suivants :
| Parti     | Nombre de conseillers | Pourcentage de voix |
| --------- | --------------------- | ------------------- |
| CDU       | 10                    | 59,2 %              |
| Die Linke | 4                     | 25,7 %              |
| SPD       | 2                     | 15,1 %              |

## Jumelages
La ville de Themar est jumelée avec :
- Gerbrunn (Allemagne) depuis 1990 dans l'arrondissement de Wurtzbourg en Bavière.

## Monuments

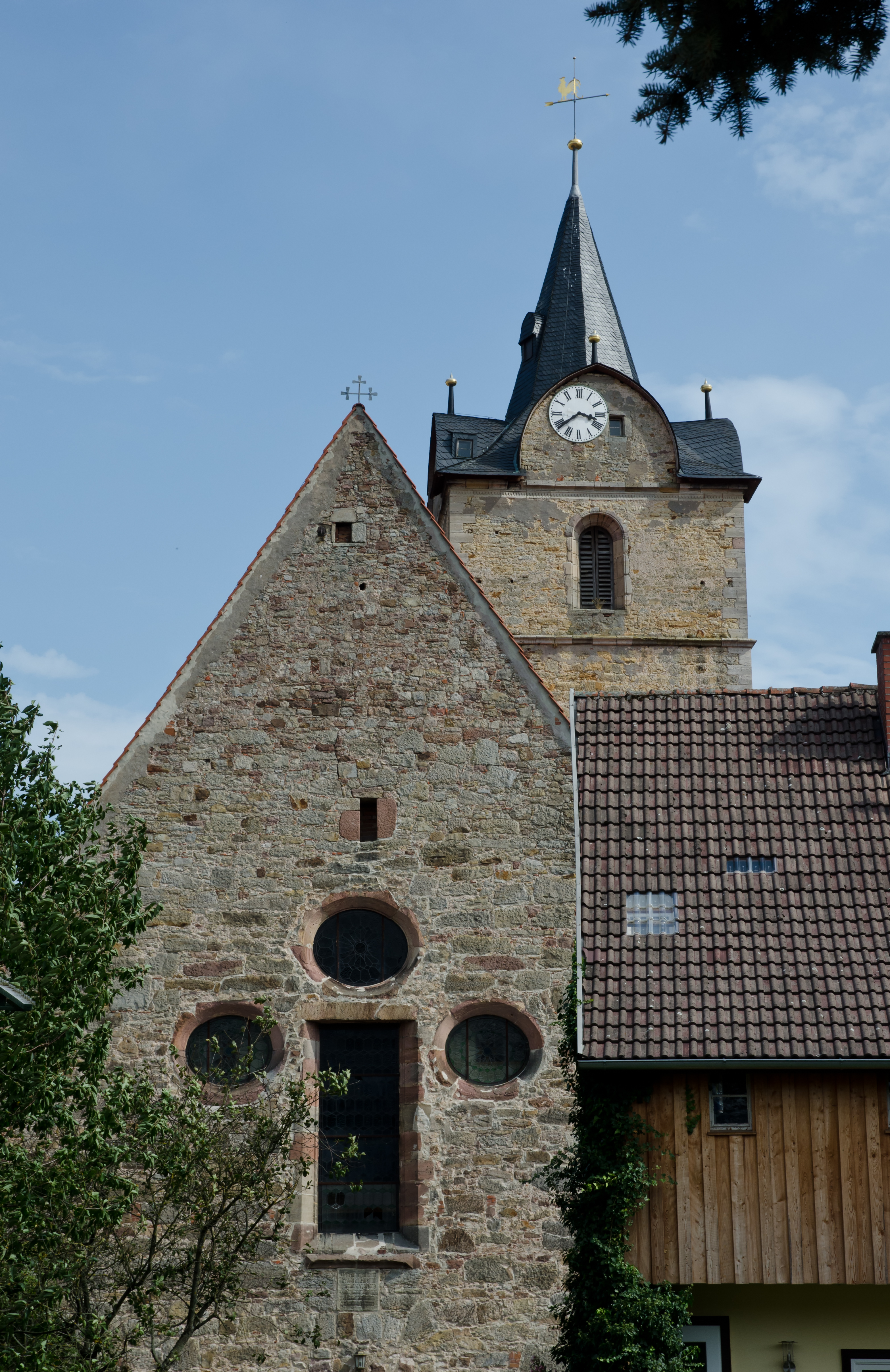
l'église St Bartholomé

- Église St Bartholomé, Bartholomäuskirche, datant des XVe et XVIe siècles dans le style gothique tardif. L'église possède un riche mobilier en bois de style gothique, divers autels : de Marie, des Apôtres, de pèlerinage, de la Pieta et une statue de la Femme de l'Apocalypse (Mondsichelmadonna) du XVe siècle.
- Église St Jean, Johanneskirche, église du cimetière datant du XVe siècle dans le style gothique tardif.
- Remparts de la ville, Stadtmauer.
- Hôtel de Ville, Rathaus.
- Place du marché, Marktplatz.
- Le lac de Grimmelshausen, non loin de la ville, est un lac de retenue réalisé pour écrêter les crues de la Werra. Il a été mis en service en 1991.

## Économie
L'économie de la ville était basée sur la transformation du bois et, en particulier la fabrication de meubles, à l'époque est-allemande. Ces usines ont été privatisées depuis 1989.

## Communications

### Routes
Themar est située sur la route nationale B89 Meiningen-Hildburghausen-Sonneberg. La route L2636 se dirige vers Lengfeld et Bischofrod et la L2628 vers Wachenbrunn et Exdorf.

### Voies ferrées
Themar possède une gare sur la ligne de la Werrabahn : Eisenach-Meiningen-Hildburghausen-Sonneberg-Cobourg. D'autre part, elle est le point de départ de la ligne vers Schleusingen.

## Personnalités
- Adam Werner (1462-1537), humaniste, pédagogue, professeur de théologie à l'Université de Heidelberg.

- Carola Thiere (1965) héroïne locale